# Вицнуда, Константин Александрович
Константин Александрович Вицнуда (1872 — 1915) — русский военный  деятель, генерал-майор (1915; посмертно). Герой Первой мировой войны, погиб в бою.

## Биография
В службу вступил в 1888 году после окончания Николаевского реального училища. В 1891 году после окончания  Алексеевского военного училища по I разряду  произведён  в подпоручики и выпущен в 5-ю резервную артиллерийскую бригаду.
В 1894 году произведён в поручики,  в 1897 году в штабс-капитаны — старший офицер батареи 31-й артиллерийской бригады. В  1899 году после окончания Николаевской военной академии по I разряду произведён в капитаны — старший адъютант штаба 3-й кавалерийской дивизии. С 1901 года ротный командир  1-го стрелкового Его Величества лейб-гвардии полка.
С 1904 года участник  Русско-японской войны, подполковник — штаб-офицер для особых поручений при штабе 6-го армейского корпуса. С 1905 года и.д. начальника штаба 1-й Сибирской пехотной дивизии.  За боевые отличия в войне был награждён орденами Святого Станислава 2-й степени с мечами, Святой Анны 3-й степени с мечами и бантом и 2-й степени с мечами и Святого Владимира 4-й степени с мечами и бантом.
С 1906 года командир батальона Белостокского 50-го пехотного полка и штаб-офицер для особых поручений при штабе Виленского военного округа. В 1908 году произведён в полковники — начальник штаба 29-й пехотной дивизии. С 1914 года участник Первой мировой войны — командир Малоярославского 116-го пехотного полка.
6 февраля 1915 года погиб в бою у д. Старожницы, Высочайшим приказом от 5 апреля 1915 года исключён из списков убитым в бою с неприятелем. Высочайшим приказом от 11 июля 1915 года посмертно за боевые отличия произведен в чин генерал-майора.

Высочайшим приказом от 21 марта 1915 года за храбрость награждён Георгиевским оружием: 
Командиру 116-го Малоярославского пехотного полка Константину Вицнуде, ныне убитому, за то, что, руководя действиями своего полка в боях с 14-го по 22-е октября 1914 года, взял штыковым ударом укреплённую позицию противника у д. Правый-Ляс и захватил два неприятельских орудия, а в бою у д. Гросс-Iодуп была взята в плен рота с двумя офицерами

## Награды
- Орден Святого Станислава 3-й степени  (ВП 1902)
- Орден Святой Анны 3-й степени с мечами и бантом (ВП 1904)
- Орден Святого Станислава 2-й степени с мечами (ВП 1905)
- Орден Святой Анны 2-й степени с мечами (ВП 1906)
- Орден Святого Владимира 4-й степени с мечами и бантом (ВП 1906)
- Орден Святого Владимира 3-й степени  (ВП 12.02.1912)
- Георгиевское оружие (ВП 21.03.1915)